# Pink Floyd-diszkográfia
Ez a lap a Pink Floyd angol rockegyüttes zenei kiadványainak diszkográfiája. Az 1965-ben alakult együttes eddigi pályafutása során 15 stúdióalbumot, 3 koncertalbumot, 8 válogatásalbumot, 3 középlemezt, 26 kislemezt, 25 zenei videót, valamint 4 videóalbumot jelentetett meg.

## Stúdióalbumok
| Album címe                     | Kiadás éve | Eladások   | UK | US | Egyéb |
| ------------------------------ | ---------- | ---------- | -- | -- | --- |
| The Piper at the Gates of Dawn | 1967       | 2 500 000  | 6  |    | |
| A Saucerful of Secrets         | 1968       | 1 800 000  | 9  |    | |
| Music from the Film More       | 1969       | 1 700 000  | 9  |    | |
| Ummagumma                      | 1969       | 3 500 000  | 5  | 74 | dupla album, koncert és stúdió                                                                                    |
| Atom Heart Mother              | 1970       | 4 000 000  | 1  | 55 | az Egyesült államokban aranylemez lett                                                                            |
| Meddle                         | 1971       | 6 000 000  | 3  | 70 | az Egyesült Államokban kétszeres platinalemez lett                                                                |
| Obscured by Clouds             | 1972       | 2 500 000  | 6  | 46 | az Egyesült Államokban aranylemez lett                                                                            |
| The Dark Side of the Moon      | 1973       | 45 000 000 | 2  | 1  | |
| Wish You Were Here             | 1975       | 19 500 000 | 1  | 1  | az Egyesült Államokban hatszoros platinalemez lett az Egyesült Királyságban aranylemez lett                       |
| Animals                        | 1977       | 11 000 000 | 2  | 3  | az Egyesült Államokban négyszeres platinalemez lett az Egyesült Királyságban aranylemez lett                      |
| The Wall                       | 1979       | 26 000 000 | 3  | 1  | dupla album az Egyesült Államokban huszonháromszoros platinalemez lett az Egyesült Királyságban platinalemez lett |
| The Final Cut                  | 1983       | 7 000 000  | 1  | 6  | az Egyesült Államokban háromszoros platinalemez lett                                                              |
| A Momentary Lapse of Reason    | 1987       | 9 500 000  | 3  | 3  | az Egyesült Államokban négyszeres platinalemez lett az Egyesült Királyságban aranylemez lett                      |
| The Division Bell              | 1994       | 10 000 000 | 1  | 1  | az Egyesült Államokban háromszoros platinalemez lett az Egyesült Királyságban kétszeres platinalemez lett         |
| The Endless River              | 2014       | 2 500 000  | 1  | 3  | az Egyesült Államokban aranylemez lett az Egyesült Királyságban platinalemez lett                                 |

## Koncertalbumok
| Album címe                                        | Kiadás éve | Eladások  | UK | US  | Egyéb                                                                    |
| ------------------------------------------------- | ---------- | --------- | -- | --- | ------------------------------------------------------------------------ |
| Ummagumma                                         | 1969       |           | 5  | 74  | Dupla album, koncert és stúdió, az Egyesült Államokban platinalemez lett |
| Delicate Sound of Thunder                         | 1988       | 5 500 000 | 11 | 11  | Az Egyesült Államokban háromszoros platinalemez lett                     |
| P•U•L•S•E                                         | 1995       | 5 000 000 | 1  | 1   | Dupla album, az Egyesült Államokban kétszeres platinalemez lett          |
| Is There Anybody Out There? The Wall Live 1980-81 | 2000       | 2 000 000 | 15 | 19  | Dupla album, az Egyesült Államokban platinalemez lett                    |
| Live at Knebworth 1990                            | 2021       |           | 8  | 100 |                                                                          |
| The Dark Side of the Moon Live at Wembley 1974    | 2023       |           | 4  | 49  |                                                                          |
| Pink Floyd at Pompeii – MCMLXXII                  | 2025       |           |    |     |                                                                          |

## Fontosabb válogatások
| Album címe                                        | Kiadás éve | Eladások  | UK | US  | Egyéb                                                                |
| ------------------------------------------------- | ---------- | --------- | -- | --- | -------------------------------------------------------------------- |
| Relics                                            | 1971       | 1 500 000 | 34 | 152 | Kislemezeken és albumokon szereplő dalok 1967-69-ből                 |
| A Nice Pair                                       | 1974       | 2 000 000 |    | 36  | Az első két album új kiadása, az Egyesült Államokban aranylemez lett |
| A Collection of Great Dance Songs                 | 1981       | 3 500 000 | 37 | 31  | Az Egyesült Államokban kétszeres platinalemez lett                   |
| Works                                             | 1983       | 500 000   |    | 68  |                                                                      |
| Shine On                                          | 1992       |           |    |     | Díszdobozos kiadás, platinalemez lett                                |
| Echoes: The Best of Pink Floyd                    | 2001       | 6 500 000 | 2  | 2   | Az Egyesült Államokban háromszoros platinalemez lett                 |
| The Best of Pink Floyd: A Foot in the Door        | 2011       |           | 14 | 50  |                                                                      |
| The Early Years 1967–1972: Cre/ation (highlights) | 2016       |           | 19 | 103 |                                                                      |
| The Later Years 1987–2019 (highlights)            | 2019       |           | 32 | 197 |                                                                      |

## Kislemezek
| Album címe                                        | Kiadás éve | Egyéb |
| ------------------------------------------------- | ---------- | ----- |
| Arnold Layne/Candy and a Currant Bun              | 1967       |       |
| See Emily Play/The Scarecrow                      | 1967       |       |
| Apples and Oranges/Paint Box                      | 1967       |       |
| It Would Be So Nice/Julia Dream                   | 1968       |       |
| Point Me at the Sky/Careful with That Axe, Eugene | 1968       |       |
| Hey, Hey, Rise Up!/A Great Day for Freedom 2022   | 2022       |       |

## Egyéb
| Album címe                           | Kiadás éve | Egyéb                                                                      |
| ------------------------------------ | ---------- | -------------------------------------------------------------------------- |
| Tonite Let’s All Make Love in London | 1968       | Az 1967-es dokumentumfilm zenéje, melyben a Pink Floyd két dalt ad elő.    |
| The Man and the Journey              | 1969       | Egy el nem készült élő koncertalbum.                                       |
| Picnic – A Breath of Fresh Air       | 1970       |                                                                            |
| Zabriskie Point                      | 1970       | Az azonos című film zenéje.                                                |
| Music from The Body                  | 1970       | Az album „Give Birth to a Smile” című dalában az egész Pink Floyd játszik. |
| Masters of Rock                      | 1974       |                                                                            |
| London ’66–’67                       | 1995       |                                                                            |
| 1967: The First Three Singles        | 1997       | A Pink Floyd első három kislemezének 30. évfordulós kiadása.               |

## Díjak

### RIAA aranylemezek
- Atom Heart Mother
- Obscured by Clouds
- A Nice Pair

### RIAA platinalemezek
- Ummagumma
- Meddle – 2x
- Dark Side of the Moon – 15x
- Wish You Were Here – 6x
- Animals – 4x
- The Wall – 23x
- A Collection of Great Dance Songs – 2x
- The Final Cut – 3x
- A Momentary Lapse of Reason – 4x
- Delicate Sound of Thunder – 3x
- Shine On
- The Division Bell – 3x
- Pulse – 2x
- Is There Anybody Out There? The Wall Live
- Echoes: The Best of Pink Floyd 3x